# Iluszyno (obwód królewiecki)
Iluszyno (ros. Илюшино, niem. Milluhnen, 1938–1945 Mühlengarten) – osiedle typu wiejskiego w Rosji, w obwodzie królewieckim, w rejonie niestierowskim, zamieszkałe przez 1 133 osób. Wieś leży w regionie Małej Litwy, na prawym brzegu Pisy.

## Historia
W latach 1874–1945 Milluhnen było siedzibą powiatu, w który utworzono 24 czerwca 1874 roku i jego skład wchodziło 12 gmin wiejskich (Benullen, Berninglauken, Gaidszen, Gawehnen, Jodszen, Milluhnen, Oblauken, Pakalnischken, Puplauken, Reckeln, Schillupönen, Skrudszen), i 3 obszary dworskie (Kerstuppen, Kisseln, Milluhnen). 30 września 1928 roku gmina Milluhnen i 2 obszary dworskie (Kerstuppen i Milluhnen) zostały połączone w nową gminę Milluhnen, która w 1933 roku liczyła 448 mieszkańców. W 1938 roku zmieniono nazwę wsi na Mühlengarten. Ludność protestancka należała do parafii w Enzuhnen (Rodebah).
Po II wojnie światowej tereny te weszły w skład obwodu królewieckiego. Niemcy zostali wysiedleni, a przybyli Rosjanie ze wschodu. W 1947 roku Rosjanie zmienili nazwę wsi na Iljuszyno. W latach 1947–2008 istniał Prigodny Sielski Sowiet, w którego skład wchodziło 25 wsi. W latach 1988–2008 Illjuszyno było siedzibą władz administracyjnych. W latach 2008–2018 Illjuszyno było siedzibą gminy wiejskiej, do której należało 16 wsi. W 2018 roku miejscowości weszły w skład rejonu niestierowskiego.